# Нові Двори (Малопольське воєводство)
Нові Двори (пол. Nowe Dwory) — село в Польщі, у гміні Бжезьниця Вадовицького повіту Малопольського воєводства.
Населення — 448 осіб (2011).

## Історія
У 1975-1998 роках село належало до Бельського воєводства, підпорядковувалося районній адміністрації у Вадовицях.

## Демографія
Демографічна структура станом на 31 березня 2011 року:
|          | Загалом | Допрацездатний вік | Працездатний вік | Постпрацездатний вік |
| -------- | ------- | ------------------ | ---------------- | -------------------- |
| Чоловіки | 222     | 42                 | 159              | 21                   |
| Жінки    | 226     | 51                 | 131              | 44                   |
| Разом    | 448     | 93                 | 290              | 65                   |